# Jungermannia ecklonii
Jungermannia ecklonii là một loài Rêu trong họ Jungermanniaceae. Loài này được Spreng. mô tả khoa học đầu tiên năm 1827.